# Gunnar Blomqvist
Uno Gunnar Blomqvist, född den 1 oktober 1935 i Norrköpings Sankt Olai församling i Östergötlands län, död den 8 december 2022, var en svensk ingenjör.

## Biografi
Blomqvist avlade civilingenjörsexamen i teknisk fysik vid Tekniska Högskolan 1959. Han tjänstgjorde 1960–1991 vid Försvarets forskningsanstalt: som forskningsingenjör 1960–1963, som förste forskningsingenjör 1963–1969, som laborator 1969–1972, som överingenjör 1972–1976 och som överingenjör och chef för Huvudavdelningen för vapen, vapensystem, verkan och skydd 1976–1991.
Gunnar Blomqvist invaldes 1978 som ledamot av Kungliga Krigsvetenskapsakademien.